# نو مرسی
نو مرسی (به انگلیسی: No Mercy) یک گروه موسیقی رقص آمریکایی است. این گروه در سال ۱۹۹۵ توسط فرانک فاریان و در آلمان شکل گرفت. دیگر اعضای گروه مارتی سینترون (زاده ۱۹۷۱، نیویورک) و دو برادر دوقلو با نام‌های آریل و گابریل هرناندز (از فلوریدا) می‌باشند.
این گروه تاکنون سه آلبوم استودیویی ارائه کرده‌است.